# Bula (pečeť)

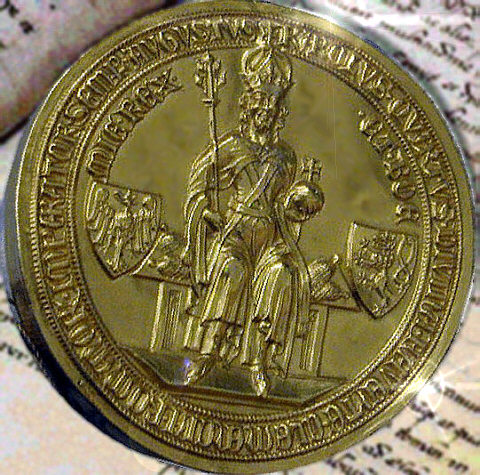
Zlatá bula z roku 1356 (přivěšená k listině nazývané zlatá bula Karla IV.)

Bula (starším pravopisem bulla) je ve sfragistice označení pro pečeť vytvořenou z kovu. V Evropě se používaly zejména buly z olova (tak pečetili papežové) a zlata, další kovy byly užívány vzácně. Listiny zpečetěné bulou se přeneseně označují také bula (papežská bula, Zlatá bula sicilská).